# Calpocalyx brevifolius
Calpocalyx brevifolius é uma espécie de legume da família Leguminosae.
Apenas pode ser encontrada no Gabão.